# Crocus korolkowii
Crocus korolkowii là một loài thực vật có hoa trong họ Diên vĩ. Loài này được Maw & Regel miêu tả khoa học đầu tiên năm 1879.